# Mokrzyckie Góry

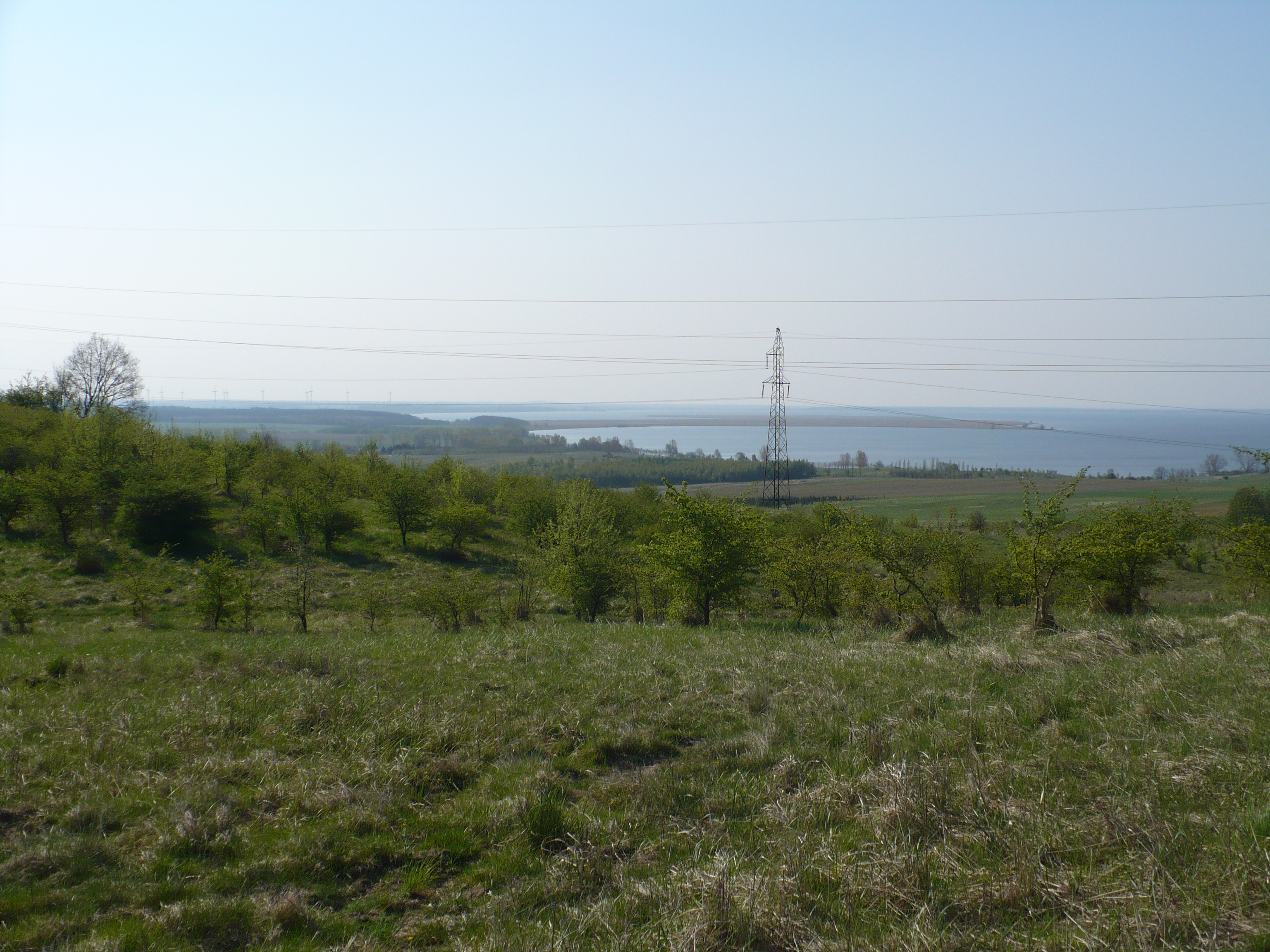
Panorama Mokrzyckich Gór

Mokrzyckie Góry (313.216) – mikroregion obszaru Uznam i Wolin, nad Zalewem Szczecińskim, nad Płocińską Mielizną. Stanowi guz morenowy w południowo-wschodniej części wyspy Wolin. Jest to teren wykorzystywany rolniczo, w centralnej części zalesiony. Najwyższe wzniesienie osiąga tu 67 m n.p.m.
Góry Mokrzyckie powstały poprzez spiętrzenie polodowcowej moreny czołowej.
W najwyżej położonej części znajdują się ruiny murów piwnicznych i fundamenty zamku Apenburg, który został wysadzony przez wojska niemieckie w 1945 r. Obszar ten otacza zaniedbany park, gdzie rosną cisy, modrzewie i żywotniki. Znajdują się na nim punkty widokowe w kierunku Zalewu Szczecińskiego i Obniżenia Kodrąbskiego.
Na północny wschód od pasa wzniesień leżą miejscowości Mokrzyca Mała i Mokrzyca Wielka (Przystanek PKP Mokrzyca Wielka), na południe – Sułomino, natomiast na zachód – Dargobądz.
Przez obszar przechodzi  Szlak Nad Bałtykiem i Zalewem Szczecińskim.
Nazwę Mokrzyckie Góry wprowadzono urzędowo rozporządzeniem w 1949 roku, zastępując poprzednią niemiecką nazwę Mokratzer Berge.